# Au-delà de l'illusion
Pour plus de détails, voir Fiche technique et Distribution.
Au-delà de l'illusion (Death Defying Acts) est un film australo-britannique réalisé par Gillian Armstrong en 2007. Il est présenté au Festival international du film de Toronto et distribué en France directement en vidéo en 2009.

## Synopsis
En 1926, Harry Houdini est au sommet de sa gloire. Pourtant, c'est un homme brisé depuis la disparition de sa mère. Il offre une récompense à quiconque entrerait en contact avec la défunte. C'est alors qu'il rencontre Mary McGregor et sa fille Benji, qui survivent dans Édimbourg en prétendant avoir des dons de voyance. L'illusion opère, Houdini est conquis.

## Fiche technique
- Titre : Au-delà de l'illusion
- Titre original : Death Defying Acts
- Réalisation : Gillian Armstrong
- Scénario : Tony Grisoni et Brian Ward
- Distribution : Third Rail Releasing, U.S.A.
- Production déléguée : Dan Lupovitz et Brian Ward
- Sociétés de production : Australian Film Finance Corporation (en), Cinemakers, Macgowan Films, Myriad Pictures, Scion Films Limited, Zephyr Films Ltd.
- Photographie : Haris Zambarloukos
- Montage : Nicholas Beauman
- Musique : Cezary Skubiszewski
- Décors : Gemma Jackson
- Costumes : Suzannah Buxton
- Genre : Drame, thriller
- Durée : 93 minutes
- Dates de sortie :
  -  Canada : 13 septembre 2007 (Festival international du film de Toronto)
  -  Australie : 13 mars 2008
  -  France : 6 janvier 2009 (directement en vidéo)

## Distribution
- Catherine Zeta-Jones (VFB : Sandrine Versele) : Mary McGarvie
- Guy Pearce (VFB : Franck Dacquin) : Harry Houdini
- Timothy Spall (VFB : Daniel Nicodème) : Sugarman
- Saoirse Ronan (VFB : Coralie Vanderlinden) : Benji McGarvie
- Aaron Brown : l'assistant de Sugarman
- Malcolm Shields : Leith Romeo

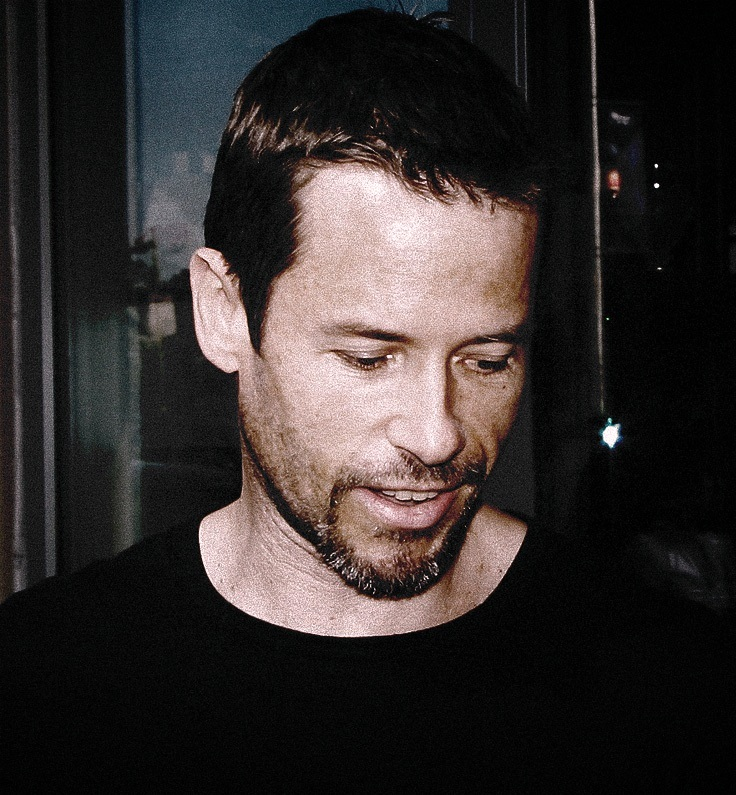
L'acteur principal Guy Pearce à la première du film au TIFF 2007.

- Leni Harper : Mrs. Romeo, sa femme
- Ralph Riach : Mr. Robertson
- Olivia Darnley : la marchande de fleurs dans la rue
- Billy McColl : McTavish
- Frankey Martyn : Rose
- Anthony O'Donnell : le bibliothécaire onctueux
- James Holmes : le type à la sale gueule
- Miles Jupp : le ventriloque
- Aileen O'Gorman : Effie

Source VF : Voxofilm